# Nat Geo/Fox HD
Nat Geo/Fox HD foi um canal de televisão por assinatura lançado em 1 de dezembro de 2008 para a América Latina pela Fox Latin American Channels. Transmitia o sinal em alta definição para todo o continente. Os sinais eram emitidos no mesmo canal em formato 1080i com formato 16:9 e com áudio em Espanhol e Português.
O canal era dividido em dois blocos: Fox HD e National Geographic HD. A programação do Fox HD era exibida a noite, o Nat Geo HD, de dia. O sinal do Nat Geo era exibido em simulcast entre 2h e 18h e o sinal da Fox, também em simulcast, entre 18h e 2h. 
Em 3 de setembro de 2012 o canal passou a ter sua transmissão exclusiva somente para o Brasil. Até então, o canal teve distribuição pan-regional, com áudio Espanhol e Português e canal de legendas.

## A separação dos canais

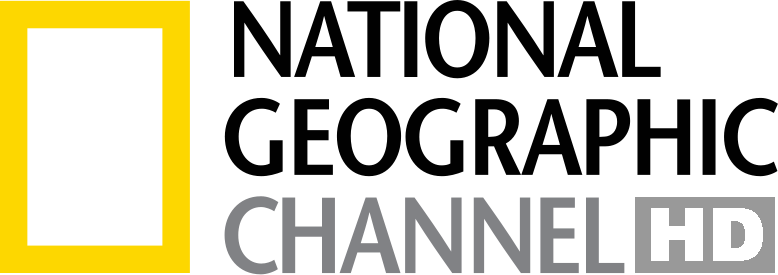
Nat Geo HD logotipo usado a partir de 2 de junho de 2014.

FOX logotipo usado a partir de 2 de junho de 2014.

Em 2 de junho de 2014, a Fox Latin American Channels lançou o sinal HD em simulcast dos canais Fox e Nat Geo de forma separada, além de lançar o FX em alta definição, também em simulcast. Com isso, o Nat Geo/Fox HD começou a ser substituído de forma gradual pelas operadoras pelos novos sinais. Em 3 de novembro de 2014 o canal foi descontinuado definitivamente no Brasil.

## Distribuição
No Chile, o canal é transmitido desde março no canal Vive! HD (canal exclusivo da VTR Chile). Desde 2009, o canal é exibido em tempo integral através do canal 820 e faz parte do pacote HD da operadora. A TuvesHD o transmite pelo canal 70 pelo seu sistema e a Movistar TV Digital. Desde julho de 2010 no canal 841. Na WiTV é transmitido no canal 820. Atualmente este serviço é adicionado à operadora de cabo Claro Chile.
Na Argentina, a Cablevisión começou a transmitir o sinal, desde novembro de 2008. A provedora de televisão argentina Telered transmite o canal na numeração 170 de seu pacote HD, com as mesmas características oferecidas pela Cablevisión.
No Uruguai, é emitido no formato DTH (Direct to home) pela DirecTV no pacote Plus HD e por cabo é oferecido pelas empresas Nuevo Siglo, Montecable, Cablevisión, TCC e Punta Cable.
No Peru, está disponível no canal 1003 pela DirecTV e no canal 720 pela Cable Mágico.
Na Colômbia, é transmitido pela DirecTV, UNE e Telmex. Na Telmex é possível pagar um extra para agregar um sintonizador ATSC no canal 108-2.
No Equador, é transmitido através da DirecTV e da empresa de televisão por cabo Grupo TV Cable.
No México, é disponível pela Megacable e SKY, em serviço de alta definição, e em Totalplay no sistema básico.

## Estrutura do sinal
- Feed 1: América Latina
- Feed 2: Brasil